# كتابة الطبيعة
كتابة الطبيعة هي نوع أدبي يُعنى بوصف الطبيعة والبيئة من حول الإنسان، ويتناول عناصر مثل النباتات، والحيوانات، المناظر الطبيعية، والظواهر البيئية. تهدف كتابة الطبيعة إلى تقديم وصف دقيق وتجربة حسية عميقة للطبيعة، كما تتضمن تأملات حول علاقة الإنسان بالبيئة. غالبًا ما تستخدم لغة شاعرية وأساليب سردية لإيصال مشاعر الكاتب تجاه الطبيعة، وتُعد جزءًا من الأدب البيئي.

## الرواد
يعتبر الكثيرون جيلبرت وايت أول عالم بيئة في إنجلترا وواحد من أولئك الذين شكلوا الموقف الحديثة لاحترام الطبيعة. قال عن دودة الأرض:[ديدان الأرض على الرغم من ظهورها في حلقة صغيرة وخسيسة في سلسلة الطبيعة إلا أنها إذا ضاعت فإنها ستحدث فجوة مؤسفة وسيواصل العمل ولكن بدونهم.]  جمع وايت وويليام ماركويك سجلات لتواريخ ظهور أكثر من 400 نوع نباتي وحيواني في هامبشاير وساسكس بين (1768 و 1793) والتي تم تلخيصها في التاريخ الطبيعي وآثار سلبورن باعتبارها أقدم وأحدث التواريخ لكل حدث على مدار فترة 25 عامًا فهي من بين أقدم الأمثلة على علم الفينولوجيا الحديث.
سبق تقليد علماء الطبيعة الإكليريكيين اللون الأبيض ويمكن إرجاعه إلى بعض الكتابات الرهبانية في العصور الوسطى وعلى الرغم من أن البعض يجادل بأن كتاباتهم عن الحيوانات والنباتات لا يمكن تصنيفها بشكل صحيح على أنها تاريخ طبيعي. وكان علماء الطبيعة الأوائل البارزون هم ويليام تورنر [1508-1568] وجون راي [1627-1705] وويليام ديرهام [1657-1735].
شرع ويليام بارترام في عام (1773) في رحلة مدتها أربع سنوات عبر ثماني مستعمرات في أمريكا الجنوبية. وقام بارترام بعمل العديد من الرسومات وتدوين الملاحظات حول (النباتات والحيوانات المحلية والهنود الأمريكيين الأصليين). وفي عام (1774) اكتشف نهر سانت جونز. كتب ويليام بارترام عن تجاربه في استكشاف الجنوب الشرقي في كتابه المعروف اليوم باسم رحلات بارترام والذي نُشر عام (1791). أفرايم جورج سكوير وإدوين هاميلتون ديفيس في كتابهما [ الآثار القديمة لوادي المسيسيبي] يسميان بارترام بأنه «أول عالم طبيعة اخترق الغابات الاستوائية الكثيفة في فلوريدا».
يأتي من بعد جيلبرت وايت وويليام بارترام من بين الكتّاب المهمين الآخرين [عالم الطيور الأمريكي جون جيمس أودوبون ] (1785-1851) وتشارلز داروين (1809-1882)  وريتشارد جيفريز (1848-1887) و سوزان فينيمور كوبر (1813-1894). والدة كتابات الطبيعة الأمريكية وهنري ديفيد ثورو (1817-1862) والذي غالبًا ما يُعتبر أبا لكتابة الطبيعة الأمريكية الحديثة. ومن الكتاب المهمين الآخرين يأتي رالف والدو إمرسون (1803-1882) وجون بوروز (1837-1931) وجون موير (1838-1914).
عمل مهم آخر مبكر وهو تاريخ الطيور البريطانية من تأليف توماس بيويك والذي نُشر في مجلدين. المجلد الأول «الطيور البرية» وظهر في عام 1797. المجلد الثاني «الطيور المائية» وظهر عام 1804. كان الكتاب فعليًا أول «دليل ميداني» لغير المتخصصين. يوفر بيويك توضيحًا دقيقًا لكل نوع من الحياة إن أمكن أو من الجلود. ويتم سرد الأسماء الشائعة والعلمية نقلاً عن سلطات التسمية. يوصف الطائر بتوزيعه وسلوكه باقتباسات موسعة من مصادر مطبوعة أو مراسلين. يلاحظ النقاد مهارة بويك كطبيب طبيعي.

## من القرن العشرين - حتى الآن

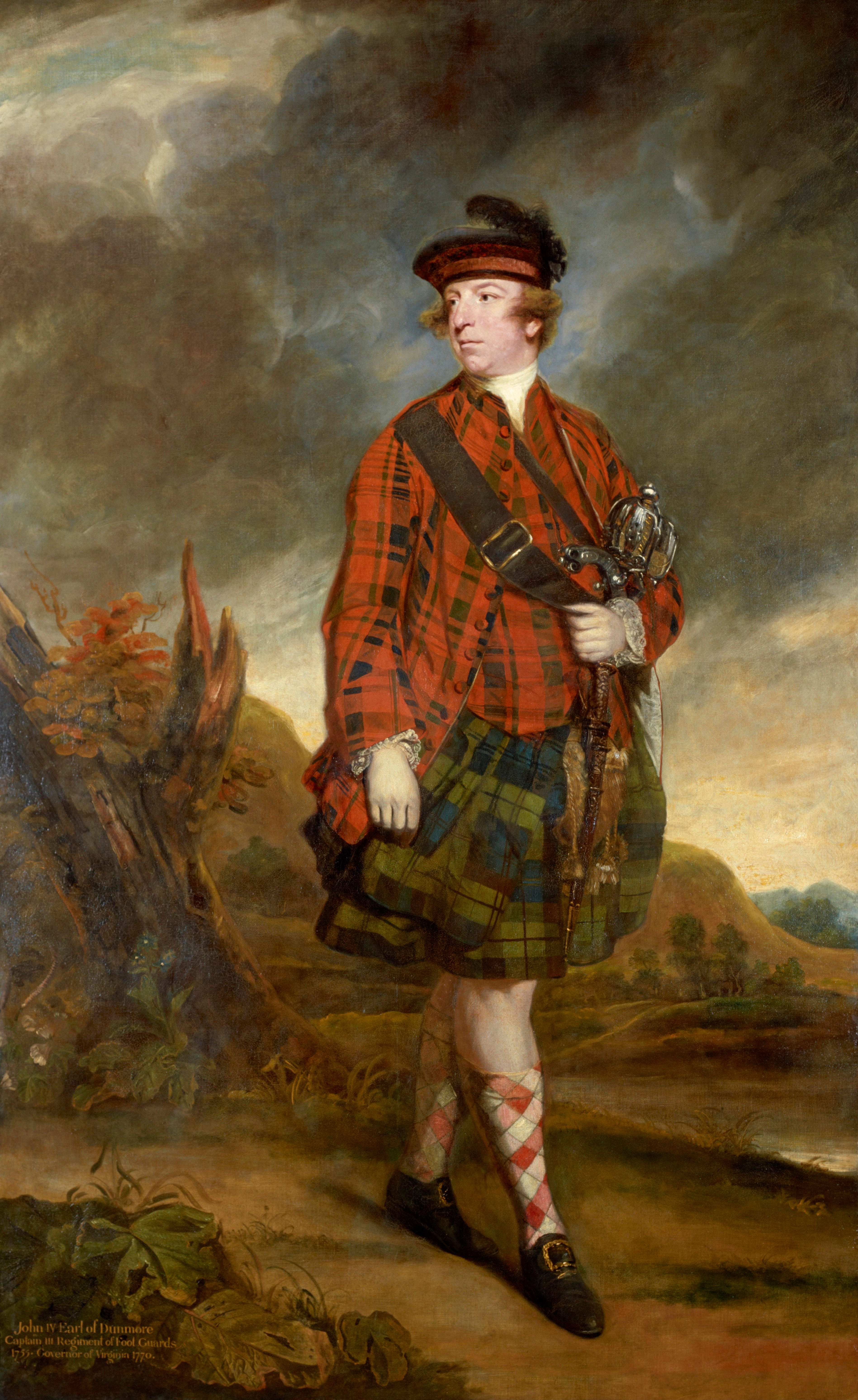
صورة ل جون موري دونمور الرابع

شهد القرن العشرين ولا سيما النصف الثاني زيادة كبيرة في كتابة الطبيعة في الأدب الخيالي وغير الخيالي. أحد هؤلاء كان جون مور وهو الرائد الأكثر مبيعًا في مجال الحفاظ على البيئة. كان يكتب من الثلاثينيات إلى الستينيات ووصفه السير كومبتون ماكنزي بأنه الكاتب الأكثر موهبة عن الريف في جيله. كان من بين معاصري مور هنري ويليامسون المعروف باسم تاركا ثعلب الماء والذي فاز نثره الخيالي بجائزة ويليامسون في هوثورندن في عام 1928. من بين الكتاب الآخرين في القرن العشرين ألدو ليوبولد [1887-1948] إم كريشنان [1912-1996] وإدوارد آبي [1927-1989] [على الرغم من أنه رفض المصطلح لنفسه].
بعد الحرب العالمية الثانية ظهر كتّاب آخرون بشر بعضهم بأسلوب جديد ومدبب يحمل تحذيرات أقوى من الخسائر البيئية. و كانت راشيل كارسون ذات الأهمية الخاصة التي اشتهرت بكتاب الربيع الصامت والذي نُشر عام (1962).
هنا بعض الشخصيات المعاصرة الهامة في بريطانيا والتي تشمل (ريتشارد مابي وروجر ديكين ومارك كوكر) وأوليفر راكهام. تضمنت كتب راكهام الغابة القديمة [1980] وتاريخ الريف [1986]. شارك ريتشارد مابي في البرامج الإذاعية والتلفزيونية عن الطبيعة ويصف كتابه (Nature Cure) بتجاربه والتعافي من الاكتئاب في سياق علاقة الإنسان بالمناظر الطبيعية والطبيعة كما قام بتحرير وتقديم إصدارات لريتشارد جيفريز وجيلبرت وايت وفلورا طومسون وبيتر ماتيسين. كتب مارك كوكر على نطاق واسع في الصحف والمجلات البريطانية ومن بين كتبه (Birds Britannica [مع ريتشارد مابي] [2005].) وكرو كانتري [2007]. كثيرًا ما يكتب عن الاستجابات الحديثة للحياة البرية سواء كانت موجودة في المناظر الطبيعية أو المجتمعات البشرية أو في الأنواع الأخرى. كان روجر ديكين كاتبًا إنجليزيًا وصانع أفلام وثائقية وخبيرًا في شؤون البيئة. في عام [1999] تم نشر كتاب Deakin الشهير Waterlog.  مستوحى جزئيًا من القصة القصيرة (السباح) لجون شيفر  والذي يصف تجربته في (السباحة البرية) في الأنهار والبحيرات في بريطانيا ويدعو إلى الوصول المفتوح إلى الريف والممرات المائية. ديكين الصورة لكتاب وايلد وود ظهرت بعد وفاته في عام 2007 والذي يصف سلسلة من الرحلات عبر العالم التي قام بها ديكين لمقابلة أشخاص ترتبط حياتهم ارتباطًا وثيقًا بالأشجار والخشب . وفي عام (2016)تمت ترجمة كتاب "Peter Wohllebens" بعنوان (الحياة الخفية للأشجار: ما يشعرون به وكيف يتواصلون) من اللغة الألمانية إلى اللغة الإنجليزية وأصبح من أكثر الكتب مبيعًا في نيويورك تايمز.
في عام (2017) بدأت شركة نشر الكتب الألمانية (Matthes &amp; Seitz Berlin) في منح الجائزة الألمانية للكتابة في الطبيعة وهي جائزة أدبية سنوية للكتّاب في اللغة الألمانية والتي تفي بشكل ممتاز بمعايير النوع الأدبي. ثم يأتي مع جائزة مالية قدرها (10.000) يورو بالإضافة إلى فنان في منحة إقامه لمدة (ستة أسابيع في الأكاديمية الدولية لحماية الطبيعة) في ألمانيا بجزيرة فيلم الألمانية. ويقدم المجلس الثقافي البريطاني في عام (2018) منحة تعليمية وورش عمل لستة مؤلفين ألمانيين شباب مكرسين لكتابة الطبيعة.

## أنظر أيضًا
- الخيال البيئي
- قائمة الكتب البيئية
- طبيعة سجية
- تاريخ طبيعي
- الأدب في الهواء الطلق

## روابط خارجية
- رحلات وليام بارترام المبكرة الجنوبية
- طيور اودوبون الأمريكية في يو بيتسبرغ
- Audubon, John James (1843). Birds of America. New York: J. J. Audubon. ج. vol. 6. مؤرشف من الأصل في 2021-10-24. {{استشهاد بكتاب}}: |المجلد= يحوي نصًّا زائدًا (مساعدة)
- الخطوط الأرضية: كتابات الطبيعة البريطانية، 1789-2014 (مشروع بحث ممول من AHRC لاستكشاف كتابات الطبيعة البريطانية من أواخر القرن الثامن عشر حتى الوقت الحاضر.)